# Джими Фалън
Джеймс Томас „Джими“ Фалън (на английски: James Thomas 'Jimmy' Fallon) (роден на 19 септември 1974 г.) е американски телевизионен водещ, комик, актьор, певец, музикант и продуцент. 

## Биография
Води токшоуто „Вечерното шоу с Джими Фалън“ по NBC. Преди това е в състава на комедийното шоу „На живо в събота вечер“ от 1998 до 2004 г., а от 2009 до 2014 г. води токшоуто „Късно вечер с Джими Фалън“. На 3 април 2013 г. NBC обявява, че Фалън ще замести Джей Лено като водещ на „Вечерното шоу“ след края на Зимните олимпийски игри от 2014 г. За него Фалън казва, че ще бъде „същото шоу“ като „Късно вечер“: „Няма да променям нищо. Зрителите ще са повече, но шоуто ще си е същото.“

## Избрана филмография
- Почти известни (2000)
- И още нещо (2003)
- Такси в Ню Йорк (2004)
- Златното момиче (2006)